# نمر بن عدوان
نمر بن عدوان شاعر من شعراء الشعر النبطي وزعيم قبلي وفارس مشهور من الأردن كنيته أبو عقاب، وهو نمر بن قبلان بن نمر بن حمدان بن عدوان بن فايز بن حمود بن شهيل بن فواز بن حمود بن عدوان العدوان الظفيري اشتهر بنبله وكرمه وسجاياه الحميدة. ينتمي نمر إلى عشيرة العدوان الأردنية والتي تمركزت وسط الأردن والتي كانت من زعامات عشائر البلقاء، ويعد نمر بن عدوان شيخاً من شيوخ العدوان في بدايات القرن الثالث عشر توفي عام 1300هـ.

## حياته
ولد نمر العدوان عام 1745 م، في مضارب عشيرة العدوان إحدى عشائر حلف عشائر البلقاء، وقد تولى تربيته عمه بركات؛ حيث توفي والده، فتزوج عمه من والدته بعد ذلك، حتى نسب لعمه غلطاً. ومما يذكر أن اسمه عند ولادته كان عبد العزيز ثم تغير إلى نمر فيما بعد. وقد كان لسائحة فرنسية زارت المنطقة آنذاك الفضل في تعليم نمر العدوان في القدس؛ إذ أعجبت بشخصية نمر، وقد قضى خمس سنوات في تعليمه في مدارس القدس. وقد قضى بعدها ما يقارب الستة سنوات في الأزهر حينما كان جامعة غير نظامية، ويقدر الباحثون سنه عند عودته إلى قبيلته بثمانية عشر عاما. وقد كان لنمر العدوان الأثر الأبرز في تثبيت سلطة العدوان في البلقاء وذلك في واقعة مرج أبو عيشة قرب حسبان، وقد بقي نمر العدوان الزعيم المطلق للبلقاء إلى أن تنازل عن الزعامة لأبن عمه حمود بن صالح العدوان.
تزوج نمر العدوان من وضحا بنت فلاح السبيلة والتي أحبها كثيراً، وقد أثار زواجه من وضحا في بداية الأمر حفيظة عشيرته كونها من خارج قبيلته وأيضا كونها من عشيرة بني صخر التي كانت خارج حلف العدوان والذي كان يضم العدوان وعشائر البلقاوية وعشائر السلط وغيرها من جهه وعشائر بني صخر والعباد من الجهة الأخرى والتي كان كلا الحلفين يتنافس على النفوذ في مناطق البلقاء ووسط الأردن في تلك الحقبة من الزمن.
وقد كان للمشاكل التي حدثت بين نمر العدوان وابن عمه حمود العدوان الأثر الأول في ارتحال نمر عن قبيلته؛ فنزل في بادئ الأمر في جوار ابن ملاك شيخ قبيلة الصقر في غور بيسان، ثم ارتحل بعدها إلى بني صخر في جوار شيخها عواد الموح. وبعد ما لاقته عشيرة العدوان من هزائم على يد الخريشا من بني صخر، استنجد حمود العدوان بابن أخيه نمر الذي عاد ليوطد سلطة العدوان على البلقاء من جديد، وقد طلب حمود نجدة ابن عمه بقصيدةٍ مطلعها:
وردّ نمر عليه بقصيدة مطلعها:
ومما يذكر من حياة نمر أنه تزوج بثلاثة نساء عقب وفاة وضحا؛ الأولى كانت وطفا أخت وضحا، ثم سرحها، فتزوج صيتة وهي من قبيلة الشرارات، ولكنها حاولت أن تضع نفسها في مكان وضحا التي ملكت من نمر العدوان حياته كلها، فتركها ولكن دون أن يطلقها؛ فظل يرعاها ويرعى ابنها ربيبه، وأما الأخيرة التي مات عنها فهي الجازية وهي من بني صخر كذلك. وقد رحل نمر العدوان عن الدنيا عن عمر يناهز 78 سنة في عام 1823، ودفن في ياجوز.

## شعره
يعد الاهتمام بشعر نمر العدوان قديما، حيث ترجم له قنصل بروسيا في دمشق عام 1860 السيد تسيزتين قصيدة له للألمانية، كما نشرت مجلة الشركة الألماني الشرقية أشعارا له ترجمها مستشرق أمريكي اسمه سبور، كما انتخب الأستاذ سيت تمان أربع قصائد وترجمها للألمانية. ومما يذكر كذلك اهتمام كاهن إيطالي من أصل إسباني وهو انطوان فرجاللي. وقد كان لعواطف نمر العدوان الجياشة تجاه زوجته الأثر الأبرز في انجذاب هؤلاء المستشرقين نحو شعره.
هذا على صعيد المستشرقين، أما على الصعيد العربي، فإن المهتمين بشعر نمر أكثر من أن يحصوا. وقد كان لروكس بن زائد العزيزي اهتماما واضحا بشعر وحياة نمر من خلال كتبه ومسلسلاته.
تنسب لنمر العديد من القصائد الشعرية حتى بات يسمى بأمير الشعر في الأردن؛ إذ كانت الأردن في تلك الفترة تفتقر للشعراء الذين ينظمون بالعربية الفصحى، ولكنها تميزت على مستوى الشعر النبطي. ويتميز شعره بتنوع المواضيع فقد نظم في كل الأغراض من مدح وغزل وحماسة ولكن يبقى الرثاء هو من أهم الأشياء التي ساعدت على بروز شخصيته وموهبته الشعرية آنذاك، حيث فجر موت زوجته وضحا مشاعره وشلال شعره، وكان أول ما نظم من الرثاء بعد وضحا القصيدة التي خلدته في نفوس أهل البادية، ومطلعها:
كما اشتهرت قصيدةٌ منسوبة له، وهي التي فيها:
وقد نسبت له عن طريق الخطأ القصيدة الشهيرة والتي مطلعها:
وهي للشاعر محمد بن مسلم وهو أحد شعراء الأحساء.

## نمر العدوان في الدراما
تم تصوير مسلسل يسرد حياة الشاعر الأول تحت اسم نمر ابن عدوان عام 1976 وكان من إخراج صلاح أبو هنود، وكان ثلاثة عشر حلقة وتم تقديمه بشكل جديد عام 2007 من قبل شركة المركز العربي للإنتاج الإعلامي وبث خلال شهر رمضان من تلك السنة. وقد أدى الممثل ياسر المصري دور البطولة؛ نمر بن عدوان، كما شاركته فيها الفنانة صبا مبارك في دور وضحا. كما ظهر نمر بن عدوان في مسلسل ملحمة الحب والرحيل "الوعد" الذي صور حياة الفارس خلف بن دعيجاء، وقد جسد شخصيته في هذا المسلسل الفنان روحي الصفدي. كما بُثّ عن نمر بن عدوان مسلسلٌ إذاعيٌّ عبْر الإِذاعة الأُردنية من ثلاثين حلقةٍ عام 1975.

## تراجم نمر العدوان
ترجم لنمر العدوان عدد من الأدباء والمؤرخين والمهتمين بالشعر الشعبي، ومن هذه التراجم كتاب نمر العدوان (شاعر الحب والوفاء، حياته وشعره) لروكس بن زائد العزيزي.